# Uovo cesto di fiori
L'Uovo cesto di fiori è una delle uova imperiali Fabergé, un uovo di Pasqua gioiello che venne regalato per la Pasqua del 1901 alla zarina Aleksandra Fëdorovna Romanova dal marito Nicola II, l'ultimo Zar di Russia.
Per la stessa occasione, lo zar donò alla madre l'Uovo del palazzo di Gatčina.
Fu fabbricato a San Pietroburgo, per conto del gioielliere russo Peter Carl Fabergé, della Fabergè che emise la seguente fattura:
Il nome del capomastro Fabergé che ha curato la realizzazione dell'uovo non è stato registrato e l'uovo stesso non reca alcun marchio del produttore o altri segni distintivi della sua fabbricazione, il che a un certo punto ha fatto sorgere alcuni dubbi sulla sua autenticità.

## Proprietari
Nel 1933 l'uovo fu venduto dalla Antikvariat probabilmente ad Emanuel Snowman, gioielliere della ditta londinese Wartski. Venne poi acquistato dalla regina Mary di Teck, ereditato dalla regina Elisabetta II nel 1953 per poi passare a suo figlio Carlo III nel 2022. È conservato nella Royal Collection.

## Descrizione

Raffigurazione dell'uovo.

Si tratta di un in un vaso a forma di uovo coperto di smalto bianco su fondo guilloché, riempito con muschio fatto d'oro verde che contiene un bouquet di fiori selvatici primaverili in oro smaltati di vari colori: pansé, fiordalisi, margherite, fior d’angelo, belle di giorno, avena ed erbe. 
L'uovo poggia su un piedistallo smaltato in blu, che non è il bianco originale che, probabilmente danneggiato durante la Rivoluzione Russa, è stato sostituito/riverniciato con il colore attuale.
Sul vaso è applicato un reticolo d’oro e l’anno 1901 incastonati di diamanti taglio rosetta, simili a quelli posti sul manico ad arco, in oro, che sormonta l'uovo e che è decorato anche con fiocchi.

### Sorpresa
Non esiste alcuna prova, documento o fotografia, che l'uovo originariamente fosse accompagnato da una sorpresa, come la maggior parte delle uova di Pasqua imperiali.